# سام ريختر
سام ريختر (بالإنجليزية: Sam Richter)‏ هو كاتب أمريكي، ولد في 1967.